# Astarte crebricostata
Astarte crebricostata is een tweekleppigensoort uit de familie van de Astartidae. De wetenschappelijke naam van de soort is voor het eerst geldig gepubliceerd in 1847 door McAndrew & Forbes.